# Maya Moore
Maya April Moore (nascuda l'11 de juny de 1989) és una jugadora nord-americana de bàsquet, actualment juga en el Shanxi Xing Rui Flame i el Minnesota Lynx de la WNBA.
Moore va jugar al bàsquet de la Universitat de Connecticut. Es va convertir en professional el 2011, guanyant el campionat de la WNBA amb el Lynx. En la temporada 2011-2012 va estar amb el Ros Casares València proclamant-se campiona de la Eurolliga. Després del retir sobtat de l'equip de la lliga femenina, aquesta va fer les maletes i se'n va anar a la Xina, a l'equip Shanxi Xing Rui Flame on es proclamaria també campiona en el 2013.

## Trajectòria esportiva

### Universitat
Moore va ser una de les jugadores més destacades en la història del bàsquet universitari americà femení. És l'única jugadora a guanyar el Trofeu Wade tres vegades. Aquest trofeu distingeix a les millors jugadores de bàsquet universitari. El seu club de bàsquet de la universitat, les UConn Huskies, va guanyar el campionat de la NCAA en dues ocasions durant la seva carrera de quatre anys.

### Professional
Moore va ser seleccionada en el número u del draft 2011 de la WNBA. Va ser triada per Minnesota Lynx i va guanyar el premi Rookie de l'Any. En la seva primera temporada, Minnesota Lynx va guanyar el campionat de la WNBA.